# Ediakro
Ediakro est un village situé dans le District des Lacs en Côte d'Ivoire. Il s'agit d'une localité rurale appartenant au département de Dimbokro dans la région du N'Zi.